# Ocupación rusa del óblast de Kiev
La ocupación rusa del óblast de Kiev, denominada por el gobierno ruso como «Administración Civil-Militar de Kiev» fue una ocupación militar que comenzó el 24 de febrero de 2022, después de que las fuerzas rusas invadieran Ucrania y comenzaran a capturar y ocupar partes del óblast de Kiev. 
La capital del óblast, Kiev, nunca llegó a ser capturada por las fuerzas rusas, pero si sufrió grandes bombardeos por la artillería rusa (Bombardeo a la Torre de telecomunicaciones de Kiev), sin embargo, otras ciudades si cayeron bajo control ruso, incluidas Chernóbil, Bucha, Irpín o Slavútich. El 3 de abril de 2022, las fuerzas rusas abandonaron el óblast y pusieron fin a su ocupación militar.

## Ocupación

### Ocupación rusa
El 24 de febrero de 2022, una columna mixta rusa de hasta 700 vehículos armados, 234 helicópteros y 30.000 soldados se adentraban en el óblast de Kiev, después de enfrentarse a los pocos soldados ucranianos que había en la zona y a las unidades fronterizas, consiguieron capturar y asediar las primeras ciudades.

#### Kiev (capital del óblast)
El 26 de febrero de 2022, tres saboteadores rusos vestidos como soldados ucranianos, entraron dentro del edificio de la Rada Suprema (sede del parlamento de Ucrania) e intentaron incendiarlo sin éxito, por lo que fueron detenidos tras salir de este. Al mismo tiempo se sucedían actos de sabotaje en instalaciones militares y públicas de todos los raiónes de la capital, al igual que se libraba al mismo tiempo la batalla por el aeropuerto Antonov, en la cual fuerzas aerotransportadas rusas y soldados ucranianos luchaban a quemarropa por el control del aeropuerto.

El 28 de febrero, se revelaban imágenes por vía satélite que mostraban la existencia de una larga columna de vehículos armados rusos y militares (convoy de Kiev) que se dirigían a Kiev a lo largo de un recorrido de 64 kilómetros.

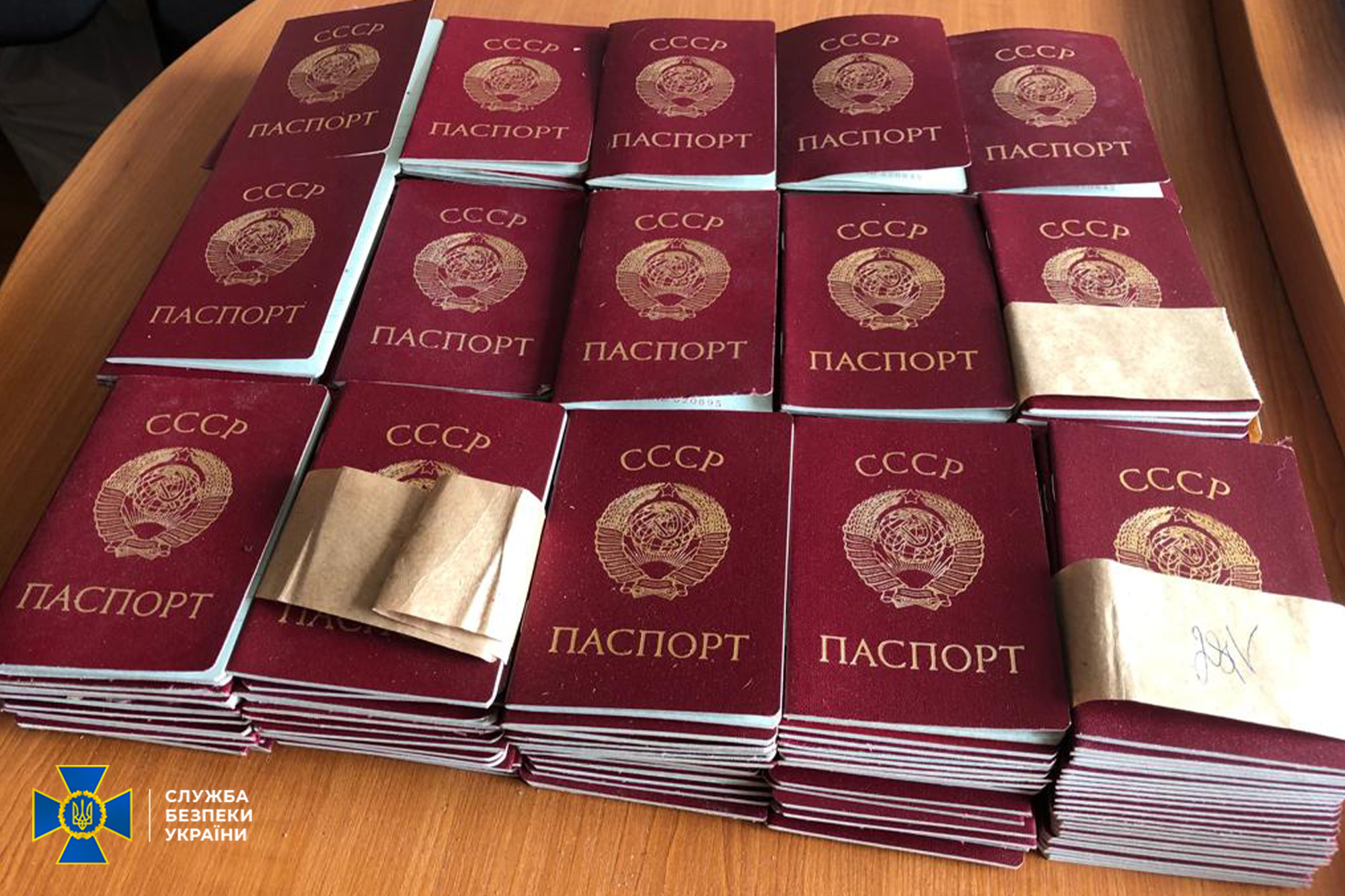
Formularios de pasaportes soviéticos preparados por las fuerzas rusas para los habitantes de Kiev.

El 1 de marzo, Vitali Klichkó, alcalde de Kiev, prohibió la venta de alcohol en la capital y pidió a los comercios y a las farmacias que no "se aprovechen" de la situación aumentando los precios, después de que las sirenas antiaéreas sonasen por primera vez mientras que un misil ruso impactaba en la Torre de telecomunicaciones de Kiev, matando a cinco personas y dejando a los residentes sin canales televisivos y acceso a Internet. En los días siguientes, los voluntarios ucranianos que querían defender la capital se les atribuyo el trabajo de crear fuertes, trincheras o barricadas para obstaculizar la entrada de las tropas rusas a la capital mientras se libraba la batalla de Kiev.
El 10 de marzo los locales vieron desde los suburbios de Kiev como vehículos blindados rusos se dirigían hacia la ciudad Brovarí, poco después de haber capturado la ciudad de Lukyanivka.
El 22 de marzo, después de que el convoy de Kiev llegara al centro de la capital, las Fuerzas Armadas de Ucrania, la Guardia Nacional de Ucrania y las Milicias civiles irregulares lanzaron en conjunto una última contraofensiva para expulsar a los rusos de la ciudad, la cual finalmente triunfó. De inmediato después de la contraofensiva, la Policía Nacional de Ucrania evacuó a miles de personas de los suburbios y asentamientos cercanos a la capital y recuperaron algunos pueblos cercanos.
El 28 de marzo, las fuerzas ucranianas recuperaron Lukianivka y expulsaron a las fuerzas rusas de Brovarí. En la ciudad, la mayoría de las casas fueron destruidas y los tanques rusos que fueron dañados se quedaron en las calles.
El 29 de marzo, Rusia empezó a bombardear la ciudad de Brovarí en represalia a la expulsión de las fuerzas rusas por parte de las milicias y el ejército ucraniano, por lo que se incendió un almacén de municiones y el fuego se extendió a los pueblos cercanos sufriendo daños en sus infraestructuras.

#### Bucha
El 27 de febrero de 2022, la ciudad de Bucha cayó bajo ocupación rusa (batalla de Bucha) y los soldados rusos dieron palizas, violaron, mataron y torturaron a civiles en la ciudad y los dejaron morir en las calles. Cuando las fuerzas rusas se retiraron, dejaron innumerables tanques, cadáveres y minas por toda la ciudad. La masacre fue ampliamente condenada y muchos funcionarios, incluido Volodímir Zelenski, el presidente de Ucrania, acusaron a las fuerzas rusas de cometer una masacre en Bucha. Según las autoridades locales, se han recuperado 458 cadáveres de la localidad, al igual que se confirmó que 419 personas fueron asesinadas con armas y 39 parecían haber muerto por causas naturales.

#### Borodianka
El 27 de febrero de 2022, la ciudad de Borodianka cayó bajo ocupación rusa (batalla de Borodianka) y los soldados rusos metieron palizas, mataron y torturaron a civiles en la ciudad y los dejaron morir en las calles. Cuando las fuerzas rusas se retiraron, dejaron innumerables tanques, cadáveres y minas por toda la ciudad. Tras la retirada, el 7 de abril las fuerzas rusas bombardearon Borodianka, provocando más de un centenar bajas civiles y otro centenar de heridos. También los soldados de ambos bandos utilizaron municiones de racimo para lanzarlas contra los edificios residenciales durante la ofensiva y la contraofensiva en la ciudad. Según las autoridades locales, se han recuperado 280 cadáveres de la localidad, al igual que se confirmó que 213 personas fueron asesinadas con armas y 67 parecían haber muerto por causas naturales.

#### Irpín
El 27 de febrero de 2022, la ciudad de Irpín cayó bajo ocupación rusa (batalla de Irpín) y los soldados rusos dieron palizas, mataron y torturaron a civiles en la ciudad y los dejaron morir en las calles. Cuando las fuerzas rusas se retiraron, dejaron innumerables tanques, cadáveres y minas por toda la ciudad. El 8 de marzo, Oleksandr Markushyn, alcalde de Irpín, informó de que había recibido amenazas exigiendo la entrega de la ciudad a las fuerzas rusas, aunque este lo rechazó, argumentando que «Irpín no se puede comprar». Tras la retirada, el 6 de marzo de 2022 las fuerzas rusas bombardearon un corredor humanitario en Irpin, provocando 8 muertes civiles.

### Establecimiento del Cuartel militar
El 25 de febrero de 2022, Rusia capturó Ivánkiv, una ciudad en el raión de Vyshgorod y estableció allí su cuartel general militar.

### Retirada de Rusia
El 23 de marzo de 2022 comenzó la ofensiva del norte de Kiev que puso fin al asedio de la ciudad de Kiev al igual que al control ruso sobre muchas localidades en el óblast. Durante los combates en la zona muchas infraestructuras en la ciudad de Kiev fueron bombardeadas y los residentes culparon a las fuerzas rusas. Después de los combates, Rusia comenzó a retirar tropas del norte de Ucrania, incluido el raión de Kiev y las fuerzas ucranianas comenzaron a recuperar muchos asentamientos en el óblast, hasta que el 2 de abril, los funcionarios y locales ucranianos del óblast afirmaron que las fuerzas rusas abandonaron completamente el óblast de Kiev para su redespliegue en el Dombás y en Ucrania meridional.
También se sabe que durante la retirada en la ciudad de Chernóbil, los soldados rusos robaron polvo y sustancias radiactivas peligrosas del laboratorio de la central nuclear.

### Recapturación del óblast
Después de que las fuerzas rusas se retiraran, las fuerzas ucranianas comenzaron operaciones de desminado en el óblast de Kiev. Estados Unidos proporciono 89 millones de dólares para el desminado del norte de Ucrania.
El 2 de abril de 2022, Vitali Klichkó, gobernador del óblast de Kiev, afirmó que todas las tropas rusas habían abandonado la región, pero que aún era inseguro debido al equipo militar y otras municiones que las tropas rusas habían dejado tras su retirada.
El 8 de mayo de 2022, Yulia Timoshenko, diputada de Ucrania, anunció que las operaciones de desminado habían concluido en el óblast de Kiev.
Las fuerzas rusas durante la Guerra de Ucrania aún siguen bombardeando la capital al igual que pequeñas ciudades y pueblos en el óblast debido a la existencia de almacenes de armamento ucraniano y fortificaciones en la zona.

## Control de ciudades
| Nombre                       | Población             | Raión                 | Capturación y recapturación                                                                   |
| Raión de Bila Tserkva        | Raión de Bila Tserkva | Raión de Bila Tserkva | Raión de Bila Tserkva                                                                         |
| ---------------------------- | --------------------- | --------------------- | --------------------------------------------------------------------------------------------- |
| Bila Tserkva (capital)       | 207.273               | Bila Tserkva          | Sin capturar.                                                                                 |
| Rokytne                      | 10.395                | Bila Tserkva          | Sin capturar.                                                                                 |
| Skvyra                       | 15.165                | Bila Tserkva          | Sin capturar.                                                                                 |
| Tarashcha                    | 9.689                 | Bila Tserkva          | Sin capturar.                                                                                 |
| Tetiiv                       | 12.640                | Bila Tserkva          | Sin capturar.                                                                                 |
| Uzyn                         | 11.921                | Bila Tserkva          | Sin capturar.                                                                                 |
| Raión de Boryspil            |                       |                       |                                                                                               |
| Boryspil (capital)           | 64.117                | Boryspil              | Capturado por Rusia el 19 de marzo de 2022. Recapturado por Ucrania el 23 de marzo de 2022.   |
| Pereiaslav                   | 26.273                | Boryspil              | Sin capturar.                                                                                 |
| Yahotyn                      | 18.995                | Boryspil              | Sin capturar.                                                                                 |
| Raión de Brovarí             |                       |                       |                                                                                               |
| Berezan                      | 16.047                | Brovarí               | Capturado por Rusia el 7 de marzo de 2022. Recapturado por Ucrania el 23 de marzo de 2022.    |
| Brovarí (capital)            | 109.806               | Brovarí               | Capturado por Rusia el 11 de marzo de 2022. Recapturado por Ucrania el 19 de marzo de 2022.   |
| Litky                        | 2.499                 | Brovarí               | Capturado por Rusia el 3 de marzo de 2022. Recapturado por Ucrania el 24 de marzo de 2022.    |
| Peremoha                     | 1.141                 | Brovarí               | Capturado por Rusia el 2 de marzo de 2022. Recapturado por Ucrania el 24 de marzo de 2022.    |
| Zhurivka                     | 4.868                 | Brovarí               | Capturado por Rusia el 3 de marzo de 2022. Recapturado por Ucrania el 26 de marzo de 2022.    |
| Raión de Bucha               |                       |                       |                                                                                               |
| Borodianka                   | 13.832                | Bucha                 | Capturado por Rusia el 25 de febrero de 2022. Recapturado por Ucrania el 1 de abril de 2022.  |
| Bucha (capital)              | 37.321                | Bucha                 | Capturado por Rusia el 27 de febrero de 2022. Recapturado por Ucrania el 31 de marzo de 2022. |
| Hostomel                     | 18.466                | Bucha                 | Capturado por Rusia el 25 de febrero de 2022. Recapturado por Ucrania el 1 de abril de 2022.  |
| Irpín                        | 65.167                | Bucha                 | Capturado por Rusia el 27 de febrero de 2022. Recapturado por Ucrania el 28 de marzo de 2022. |
| Makariv                      | 9.390                 | Bucha                 | Capturado por Rusia el 2 de marzo de 2022. Recapturado por Ucrania el 22 de marzo de 2022.    |
| Moshchun                     | 794                   | Bucha                 | Capturado por Rusia el 5 de marzo de 2022. Recapturado por Ucrania el 21 de marzo de 2022.    |
| Shovchenkove                 | 2.913                 | Bucha                 | Capturado por Rusia el 3 de marzo de 2022. Recapturado por Ucrania el 22 de marzo de 2022.    |
| Vyshneve                     | 42.983                | Bucha                 | Capturado por Rusia el 13 de marzo de 2022. Recapturado por Ucrania el 20 de marzo de 2022.   |
| Raión de Fastiv              |                       |                       |                                                                                               |
| Boiarka                      | 34.394                | Fastiv                | Sin capturar.                                                                                 |
| Borova                       | 7.169                 | Fastiv                | Sin capturar.                                                                                 |
| Byshiv                       | 6.073                 | Fastiv                | Sin capturar.                                                                                 |
| Fastiv (capital)             | 44.014                | Fastiv                | Sin capturar.                                                                                 |
| Raión de Kiev                |                       |                       |                                                                                               |
| Kiev (capital)               | 2.884.000             | Kiev                  | Asediado por Rusia el 24 de febrero de 2022. Recapturado por Ucrania el 1 de abril de 2022.   |
| Raión de Obújiv              |                       |                       |                                                                                               |
| Bohuslav                     | 15.789                | Obújiv                | Sin capturar.                                                                                 |
| Kaharlyk                     | 13.133                | Obújiv                | Sin capturar.                                                                                 |
| Myronivka                    | 11.103                | Obújiv                | Sin capturar.                                                                                 |
| Obújiv (capital)             | 33.287                | Obújiv                | Sin capturar.                                                                                 |
| Rzhyshchiv                   | 7.175                 | Obújiv                | Sin capturar.                                                                                 |
| Ukrayinka                    | 16.081                | Obújiv                | Sin capturar.                                                                                 |
| Vasylkiv                     | 37.068                | Obújiv                | Sin capturar.                                                                                 |
| Raión de Vyshgorod           |                       |                       |                                                                                               |
| Central nuclear de Chernóbil | -                     | Vyshgorod             | Capturado por Rusia el 24 de febrero de 2022. Recapturado por Ucrania el 2 de abril de 2022.  |
| Chernóbil                    | 1.054                 | Vyshgorod             | Capturado por Rusia el 24 de febrero de 2022. Recapturado por Ucrania el 2 de abril de 2022.  |
| Dymer                        | 5.592                 | Vyshgorod             | Capturado por Rusia el 26 de febrero de 2022. Recapturado por Ucrania el 31 de marzo de 2022  |
| Dytiatky                     | 571                   | Vyshgorod             | Capturado por Rusia el 24 de febrero de 2022. Recapturado por Ucrania el 2 de abril de 2022.  |
| Ivánkiv                      | 9.993                 | Vyshgorod             | Capturado por Rusia el 25 de febrero de 2022. Recapturado por Ucrania el 31 de marzo de 2022  |
| Krasiatychi                  | 648                   | Vyshgorod             | Capturado por Rusia el 25 de febrero de 2022. Recapturado por Ucrania el 1 de abril de 2022.  |
| Poliske                      | 20                    | Vyshgorod             | Capturado por Rusia el 24 de febrero de 2022. Recapturado por Ucrania el 2 de abril de 2022.  |
| Prípiat                      | 0                     | Vyshgorod             | Capturado por Rusia el 24 de febrero de 2022. Recapturado por Ucrania el 3 de abril de 2022.  |
| Slavútich                    | 24.464                | Vyshgorod             | Capturado por Rusia el 25 de febrero de 2022. Recapturado por Ucrania el 31 de marzo de 2022. |
| Vyshgorod (capital)          | 33.109                | Vyshgorod             | Asediado por Rusia el 3 de marzo de 2022. Recapturado por Ucrania el 21 de marzo de 2022.     |